# Gegants de Cornellà de Llobregat
Els gegants de Cornellà de Llobregat són el conjunt de gegants, gegantons i cabuts del municipi de Cornellà de Llobregat (Baix Llobregat). Els seus orígens es remunten a la dècada del 1950, amb els gegants Corneli i Miranda comprats durant l'alcaldia franquista del municipi i amb motiu de la festivitat religiosa del Corpus.
Des de mitjan dècada del 1990 es van adquirir progressivament nous personatges i la implicació associacionista envers la cultura gegantera va donar lloc a la Colla de Gegants i Grallers de Cornellà, integrada en el Foment de Cultura Popular de Cornellà de Lobregat i que en l'actualitat és l'encarregada de portar i vetllar les figures.

## Història

### Els primers gegants: segona meitat delseglexx
Si bé existeixen vagues referències sobre la presència de gegants a Cornellà de Llobregat de l'any 1948 (possiblement provinents de poblacions veïnes), els primers gegants de la història d'aquest municipi —un gegant i una geganta— van ser adquirits l'any 1953 a la botiga El Ingenio de Barcelona per l'ajuntament del municipi a fi de passejar-los durant la festivitat del Corpus, la festa major local. L'ens municipal va pagar prop de 11.000 pessetes per l'adquisició d'aquestes figures anomenades de "sèrie", donada la similitud amb altres gegants de molts altres municipis de la comarca (El Prat de Llobregat, Sant Just Desvern, Viladecans, etc.) i d'arreu del territori català.
Els gegants es van estrenar durant la processó del Corpus del 4 de juny del 1953 i després de la seva benedicció es va celebrar una cercavila amb la presència de 4 capgrossos més, els bastoners de Gelida i una banda de trompetes i timbals. En aquesta festivitat, el gegant i la geganta se situaven any rere any a la confluència entre el carrer de Jacint Verdaguer i la Plaça de l'Església per davant de les associacions. Durant la segona meitat del segle xx van encapçalar diverses processons i actes, seguits d'altres capgrossos i ninots pels carrers del municipi —en aquells temps encara sense asfaltar i amb edificacions majoritàriament de poca alçada.. Sembla que pressumiblement els grups que feien ballar les figures venien de poblacions properes, donat que no es va constituir públicament cap colla gegantera cornellanenca fins a finals de segle.

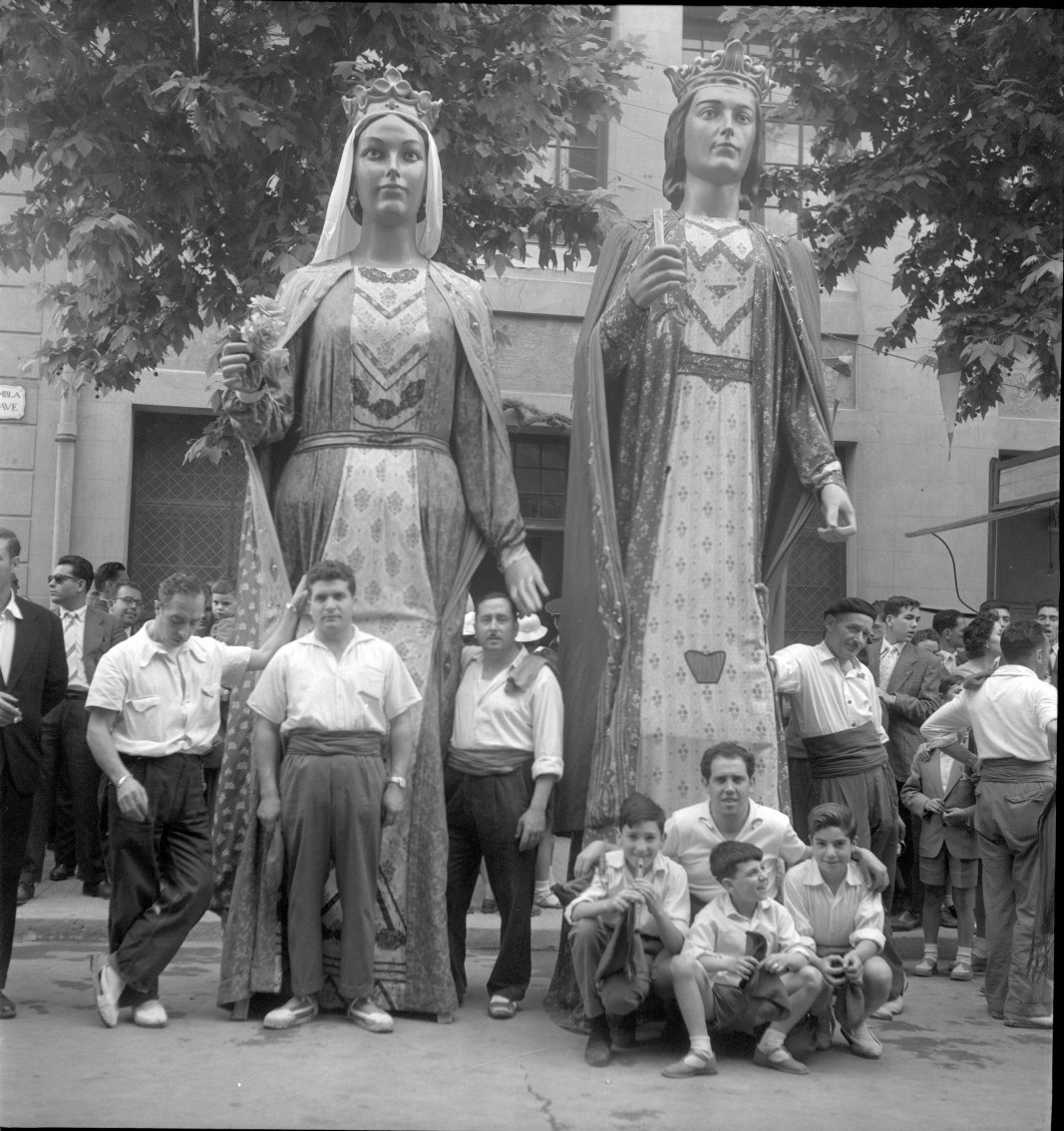
Gegants antics de Cornellà de Llobregat (Miranda i Corneli). Fons fotogràfic de la família Cuyàs (1962)

### Anys 90: Constitució de la colla gegantera
Els gegants inaugurats l'any 1953 no van ser batejats fins al 1991, quan en un acte oficial celebrat des del balcó de l'ajuntament se'ls va anomenar Corneli i Miranda, aquesta segona en honor de la torre de la Miranda. En aquella inauguració van prendre part dos col·lectiu de joves, un procedent del Centre d'Esplai Infantil i Juvenil Mowgli del barri del Pedró i, l'altre, de l'Institut Francesc Macià i que feia ballar les figures pel Corpus. Aquell mateix any els dos grups es van consolidar com una única colla gegantera, la qual es va vincular a les figures fins que el 1996 es va presentar oficialment com a Colla de Geganters de Cornellà i es va integrar com a secció a l'entitat fundada tan sols un any abans, el Foment de Cultura Popular de Cornellà de Llobregat —l'objectiu fundacional del qual era aglutinar, preservar i difondre la diversitat folklòrica del municipi i del territori català.

### Consolidació del moviment geganter: principis delseglexxi
L'any 2000, amb l'entrada del nou mil·lenni, l'ajuntament de Cornellà va encarregar dos nous gegants per renovar-ne els ja existents. Les dues noves figures, batejades com a Cornèlius i Fontsanta, van ser construïdes per l'artista Ramon Aumedes i Farré al Taller Sarandaca de Granollers. Mentre que el gegant Cornèlius representa el fundador de la ciutat cornellanenca —un general romà retirat que es va establir a la vora del riu Llobregat—, la geganta Fontsanta fa referència a una esclava amb funcions d'aiguadera de la qual Cornèlius s'acaba enamorant. Es van inaugurar i passejar per primer cop el 18 de juny del 2000 en un acte iniciat al Castell de Cornellà.

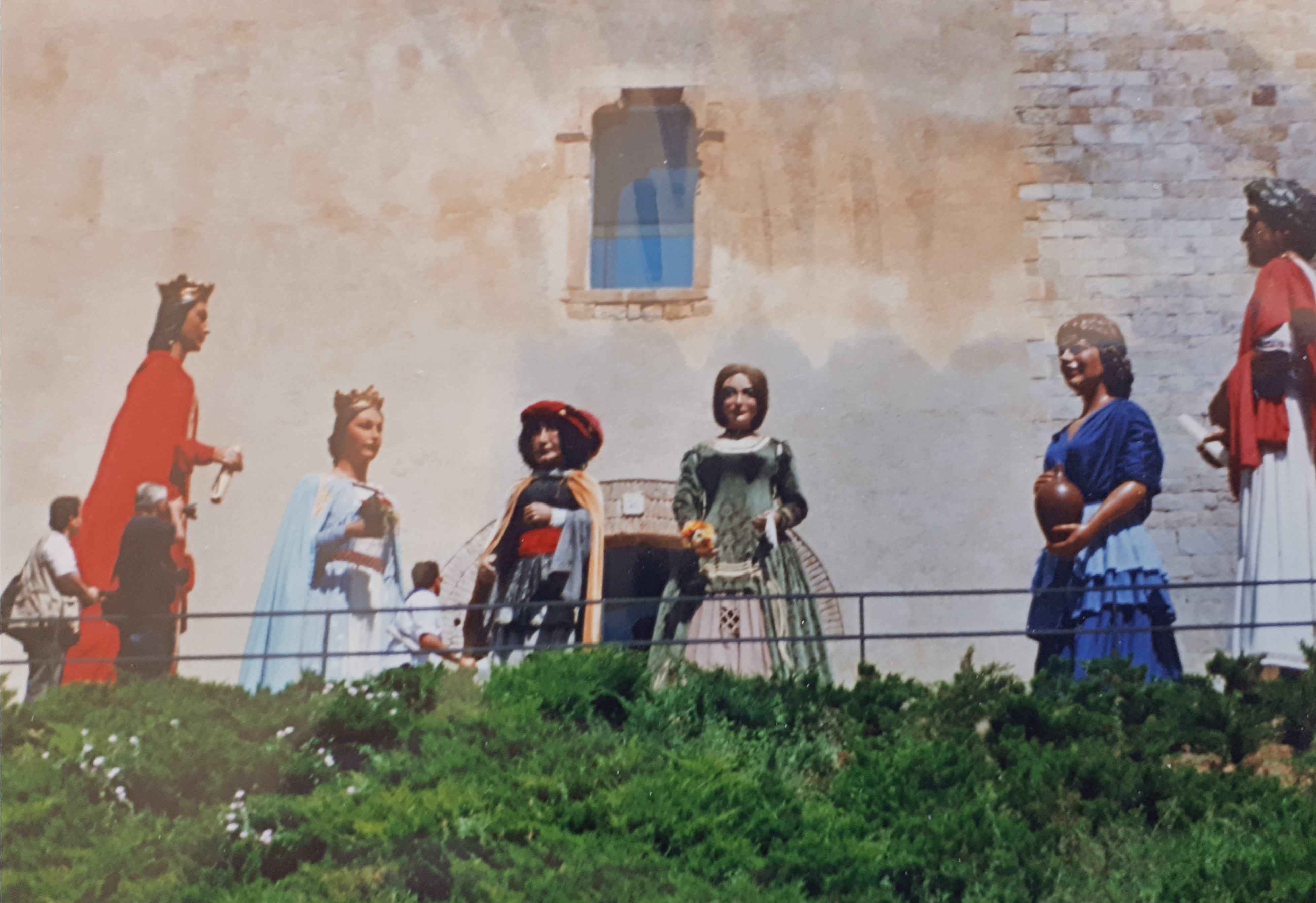
Acte inauguratiu dels gegants Miranda i Cornèlius (dreta) al Castell de Cornellà el 18 de juny de 2000

L'any 2001 la colla es va reestructurar i renovar, i un any després va incorporar un grup de gralles tot consolidant-se com a Colla de Gegants i Grallers de Cornellà de Llobregat.
A banda de les dues principals figures, l'entitat va ampliar progressivament la seva col·lecció de figures amb dos gegantons, la Mariana i el Mag Maginet. La primera, portada per la canalla, té la particularitat de poder llençar aigua a la gent del voltant. El gegantó del Mag Maginet, per la seva banda, va ser adquirit per l'ajuntament del municipi el gener de 2017 com a regal dels Reis d'Orient i presentat a la població en un acte el 2 d'abril del mateix any. La resta del conjunt geganter la completaven, a data de 2018, un repertori de 9 capgrossos, alguns d'ells de sèrie d'El Ingenio i d'altres fets pel Taller Sarandaca granollerí, que representen igualment el passat romà de la ciutat. D'aquests, tres tenen nom: Diana, Garrulus i Granapius.
Després d'uns anys exposats al Palau de Can Mercader, el Corneli i la Miranda, anomenats també els Gegants de Corpus, van tornar a sortir en motiu de la trobada dels 35 anys dels Gegants de Sant Andreu del Palomar, que van congregar gegants del mateix motlle produïts pel taller barceloní El Ingenio. Després d'aquesta sortida van iniciar un procés de restauració que va culminar amb una presentació el 10 de març de 2019. Des d'aquell moment estan exposats de forma permanent a la Biblioteca Marta Mata.